# 二丁町遊廓

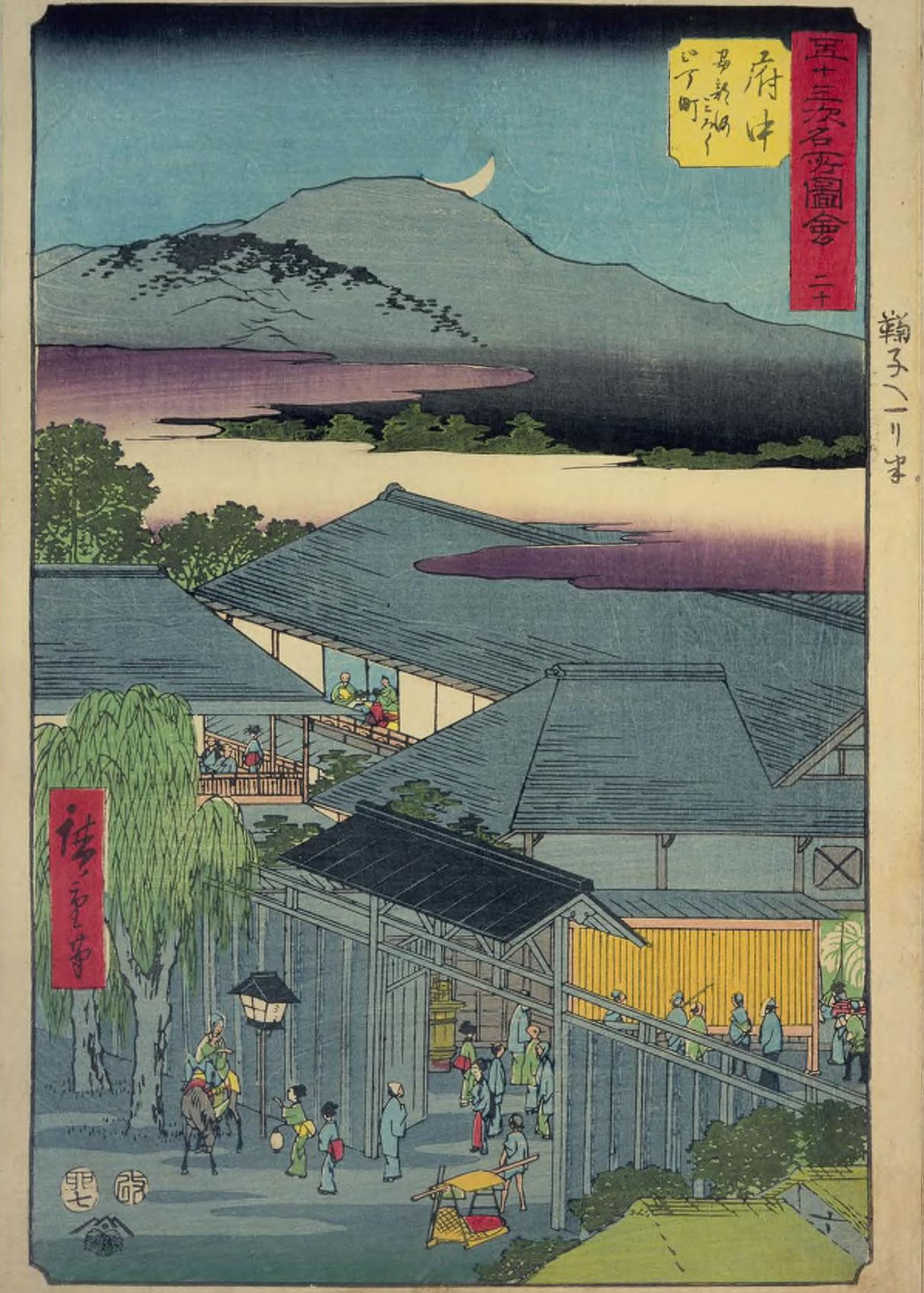
歌川広重筆 『五十三次名所図会　府中、安部河みろく 二丁町』二丁町遊廓の情景。

二丁町遊廓（にちょうまちゆうかく）は、駿府にあった遊廓。静岡市葵区駒形通五丁目付近で、現在は静岡県地震防災センターがある。 
大御所徳川家康の隠居の地である駿府城下に造られた幕府公認の遊廓で、1万坪もの広大な面積を誇っていた。後にその一部は江戸に移され、吉原遊廓になった。蓬萊楼など代表的な遊廓は明治時代以降も続いたが、第二次世界大戦の静岡大空襲で焼失した。

## 沿革

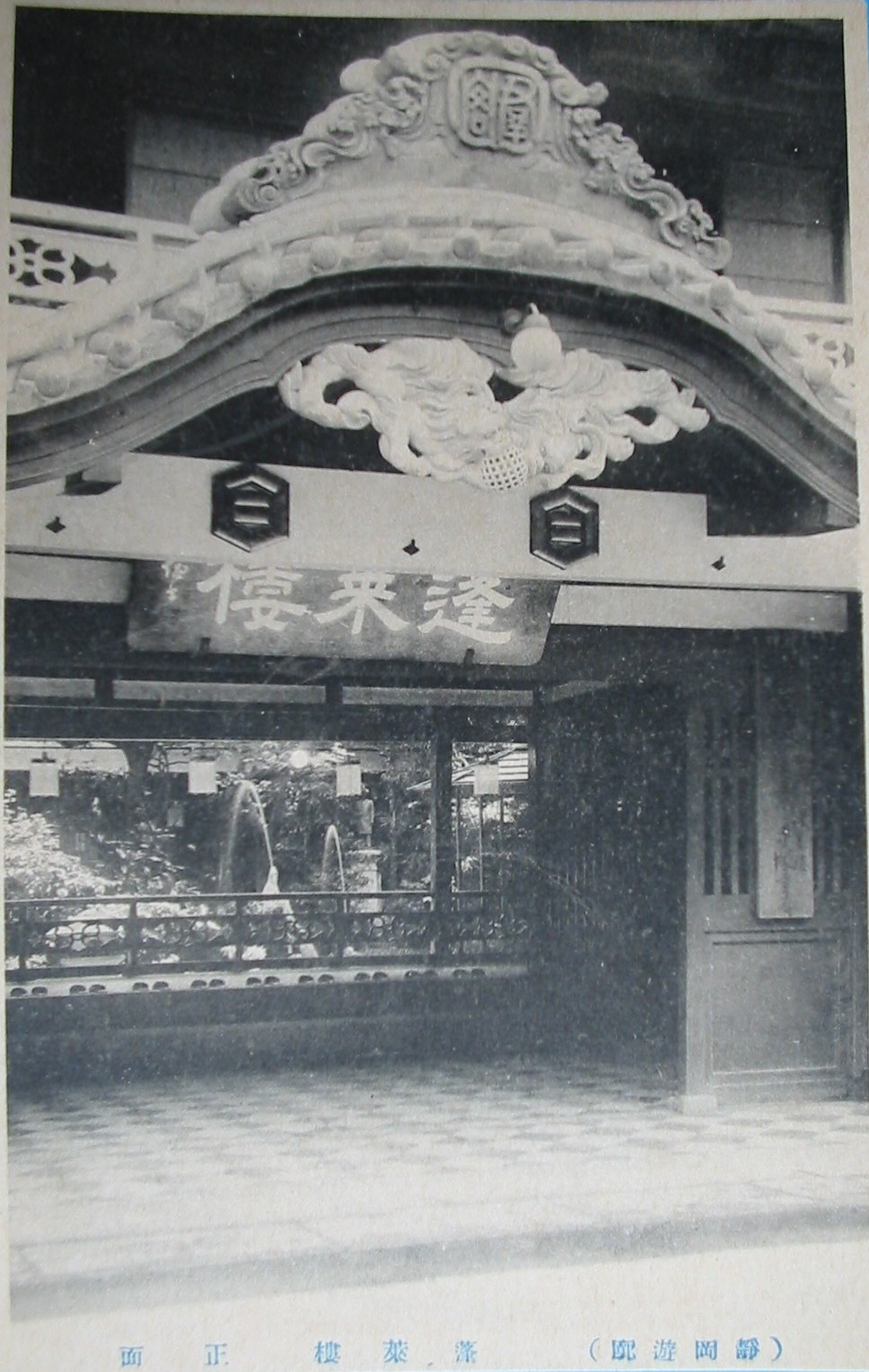
蓬莱楼の正面の画像。大正後期の絵葉書による。

天正13年（1585年）、徳川家康が終焉の地を求めたとき、今川家の人質として幼少から青年期にかけての多感な時代の大半を過ごした地であること、東西の要衝であること、家康がこよなく愛したと言われる富士山が目前であることから、駿府築城を開始した。築城時に全国から家康側近の大名や家臣をはじめ武士、大工方、人夫、農民、商人などが大勢集まっていた。その者達の労をねぎらうために遊女や女歌舞伎も多く集まっていた。しかし、彼女等を巡っての争い事が絶えず、ついには、大御所家康も見るに見かねて遊女と女歌舞伎の追放を命じた。そこに、老齢のため隠居の願いを出していた徳川家康の鷹匠である鷹匠組頭、伊部勘右衛門なる者が自身の辞職を理由に遊廓の設置を願い出ると、大御所家康は事の次第を察してか、その願いを聞き入れた。勘右衛門は現在の安倍川近くに1万坪の土地を自費で購入し、故郷である山城国（京都府）伏見から業者や人を集め、自身も「伏見屋」という店を構えた。これが幕府公認の遊廓の始まりである。
後に、町の一部を江戸の吉原遊廓に移したので、残った町がいわゆる「二丁町」と呼ばれ、全国に知られた静岡の歓楽街になったのである。駿府城下には町が96か町あり、その内7か町が遊廓であった。その内の5か町分が江戸へ移り、残った2か町が二丁町の由来ともいわれる。『東海道中膝栗毛』にも登場する。
明治27年（1894年）、時の静岡県知事・小松原英太郎の撰文にも二丁町遊廓の由来が記されている。
空襲で焼失し、今ではその名残すら見えないが、存在を確かめることができる稲荷神社が僅かながらにひっそり佇んでいる。

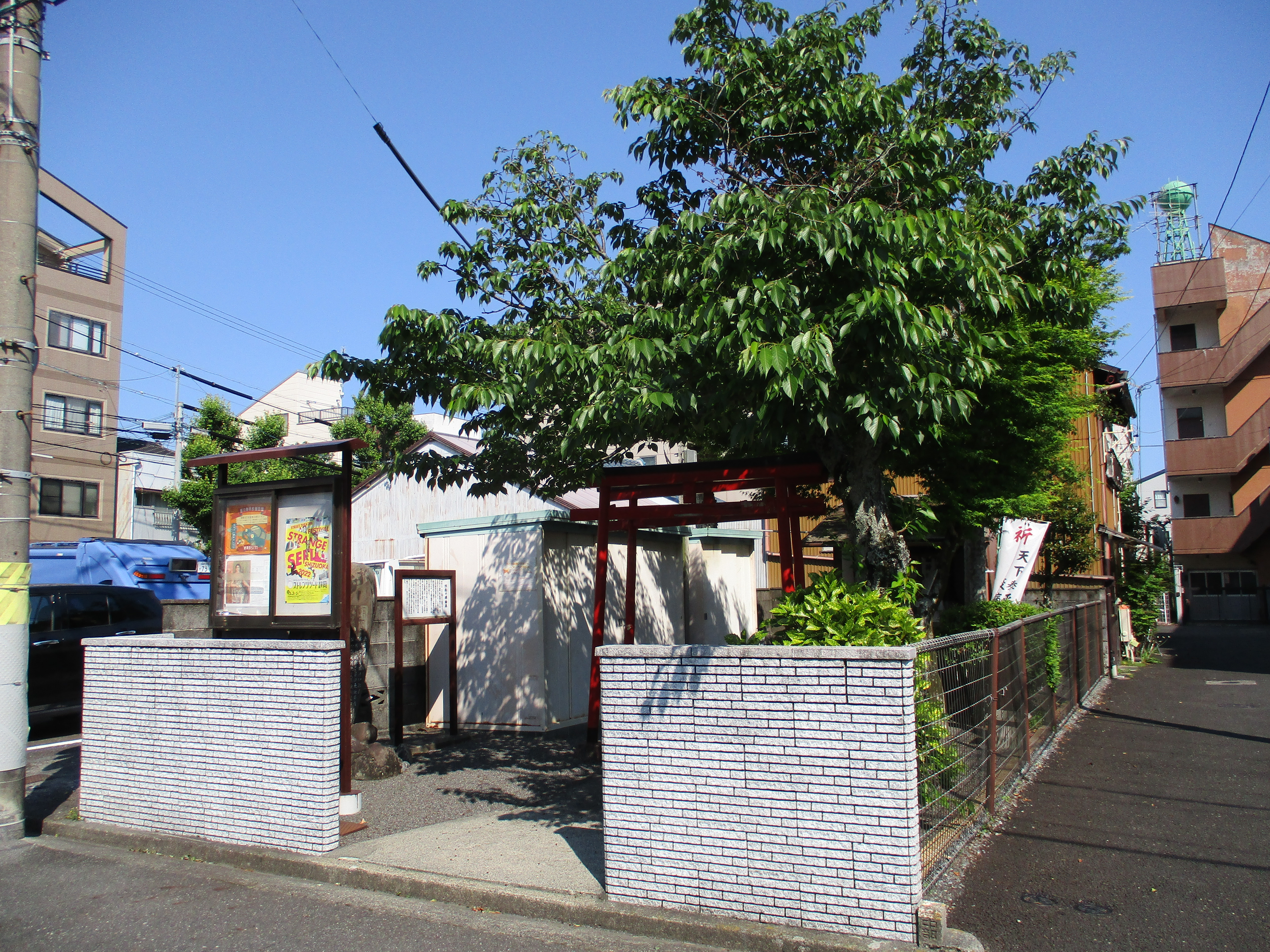
跡地の稲荷神社
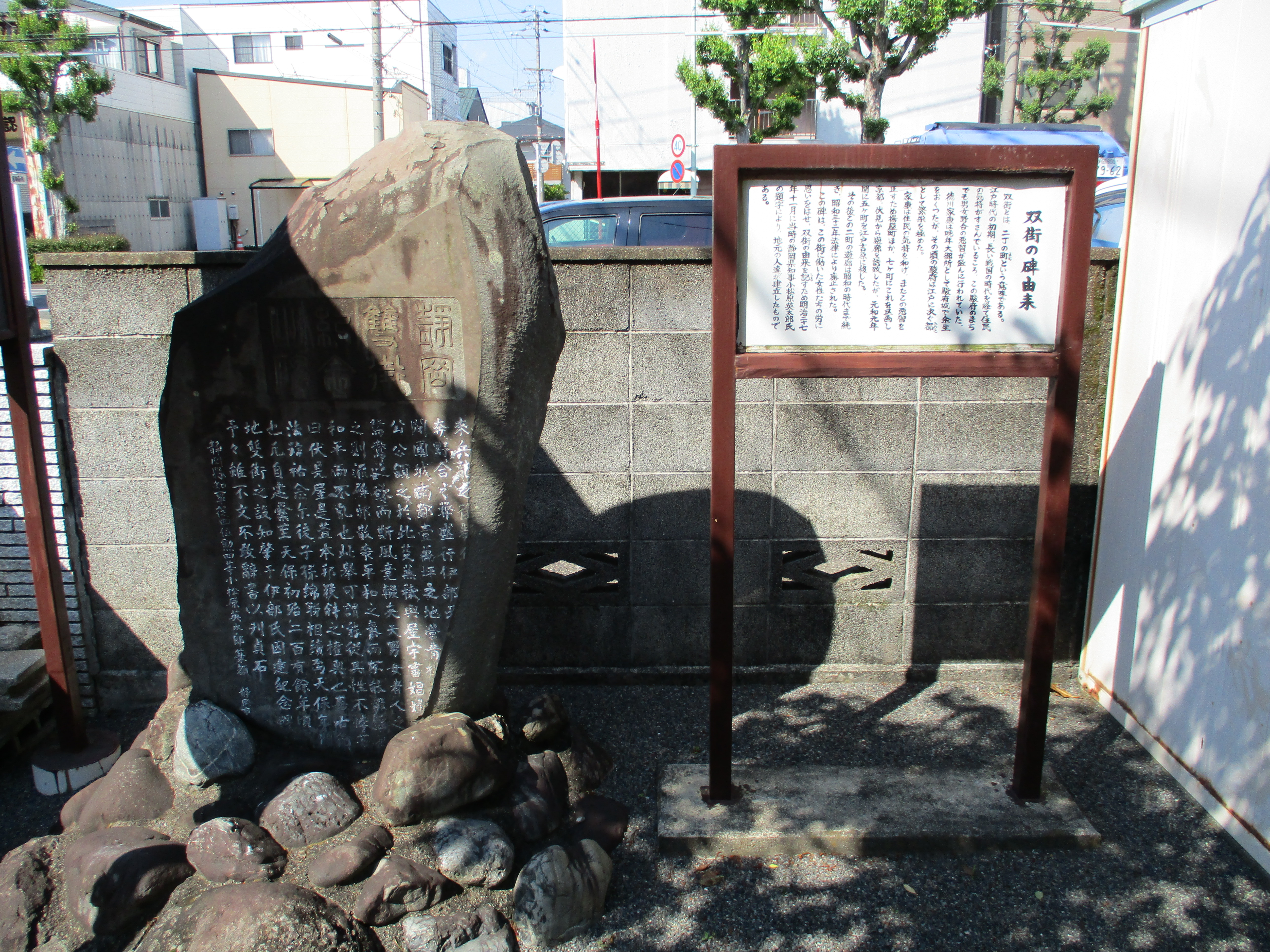
双町の碑の由来